# Angel of the Night
Angel of the Night è il secondo album della cantante statunitense Angela Bofill, pubblicato dall'etichetta discografica GRP con distribuzione Arista il 19 ottobre 1979.
L'album è prodotto da Larry Rosen e Dave Grusin, che cura gli arrangiamenti. L'interprete compare come unica autrice di 4 degli 8 brani.
Dal disco vengono tratti i singoli What I Wouldn't Do (For the Love of You) e, l'anno successivo, Angel of the Night.

## Tracce

### Lato A
1. I Try
2. People Make the World Go 'Round
3. Angel of the Night
4. Rainbow Child (Little Pas)

### Lato B
1. What I Wouldn't Do (For the Love of You)
2. The Feelin's Love
3. Love to Last
4. The Voyage